# 小笠原真方
小笠原 真方（おがさわら さねかた）は、江戸時代前期から中期にかけての大名。豊前国小倉新田藩（千束藩）初代藩主。小倉藩主・小笠原忠真の六男。

## 略歴
寛文11年（1671年）9月23日、同母兄で小倉藩主・小笠原忠雄より1万石を分与されて、支藩である小倉新田藩を立藩した。しかし藩政においては家老、並びに本家の小倉藩によって執り行なわれた上、自身は領地に赴かずに篠崎館に住んだので篠崎殿と称された。
『土芥寇讎記』では、前述のように本藩の指導の上に統治が行われているにもかかわらず、藩政が荒れていた本藩と比べて真方の領内が良く治まっているのは”不審である”、と記されている。
宝永6年（1709年）7月5日、参勤交代で船により帰国途中の讃岐国小豆島の坂手浦において、暴風雨のために船が遭難し、溺死した。享年58。跡を甥で養嗣子の貞通が継いだ。